# نظریه میدان رده‌ای
در ریاضیات، نظریه میدان رده‌ای (Class Field Theory) شاخه‌ای از نظریه جبری اعداد است که به توصیف توسیع‌های گالوایی از میدان‌های موضعی و سرتاسری می‌پردازد. اغلب اعتبار مفهوم میدان رده‌ای را به هیلبرت نسبت می‌دهند، اما این مفهوم پیش از آن هم نزد کرونکر آشنا بود و این وبر بود که در حقیقت اصطلاح مذکور را پیش از ظهور مقالات بنیادین هیلبرت ابداع نمود. ریشه تاریخی این نظریه به اثبات قانون تقابل مربعی توسط گاوس در انتهای قرن هجدهم میلادی بر می‌گردد. این ایده‌ها طی قرن بعدی توسعه یافتند و منجر به مجموعه‌ای از حدس‌ها توسط هیلبرت شدند که در پی آن توسط تاکاگی و آرتین اثبات شدند. این حدس‌ها و اثبات‌هایشان تشکیل بدنه اصلی نظریه میدان رده‌ای را می‌دهند.

## ارجاعات
1. ↑  Milne 2020, p. 1, Introduction.
2. ↑  Cassels & Fröhlich 1967, p. 266, Ch. XI by Helmut Hasse.